# Friedrich Hering
Friedrich Hering (* 14. April 1889 in Leipzig; † 5. Juni 1972 in Oberursel) war ein Rauchwarenkaufmann, ein Großhändler von Pelzfellen, der sich „im Namen der Pelzbranche“ verdient gemacht hat.

## Werdegang

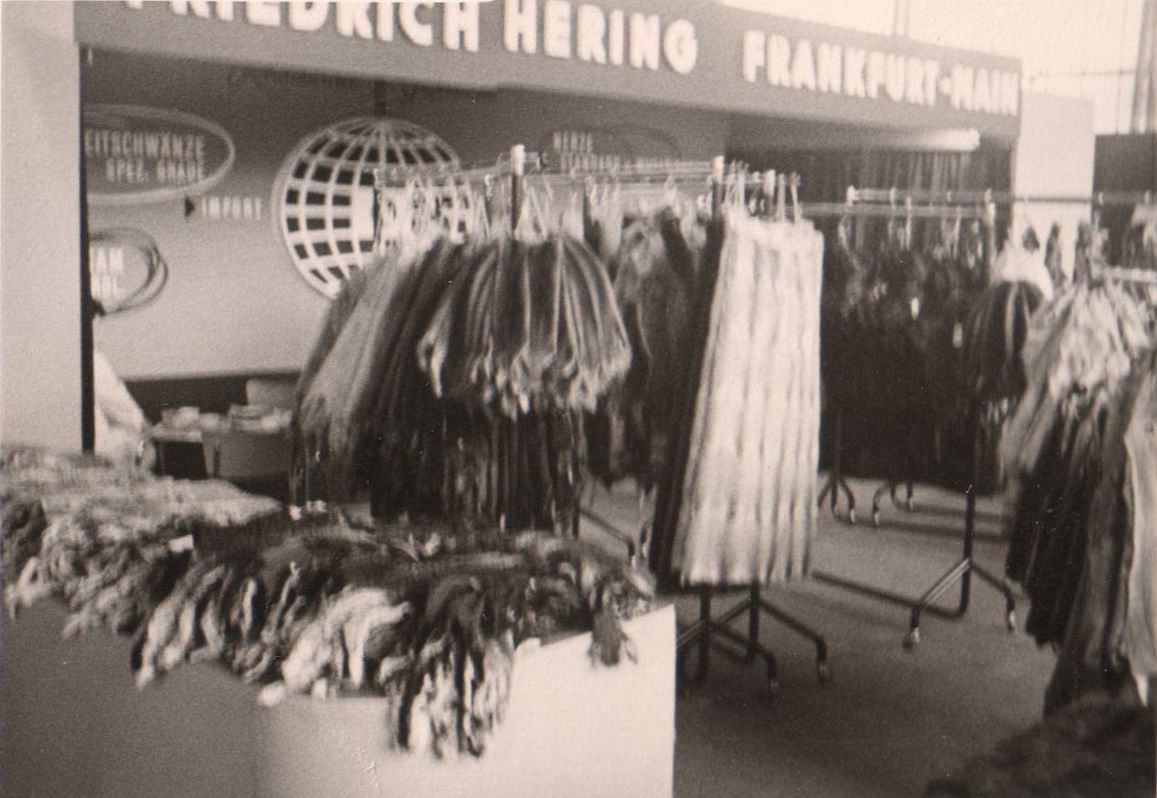
Messestand Friedrich Hering auf der Frankfurter Rauchwarenmesse (1962)

Friedrich Hering wurde 1889 in Leipzig geboren, damals bereits ein wichtiger Handelsplatz für den weltweiten Pelzhandel rund um den Leipziger Brühl. Er besuchte das dortige König-Albert-Gymnasium. Nach dem Abitur widmete er sich zeitweise dem Studium der Rechts- und Staatswissenschaft an der Universität Heidelberg. Seine Dienstpflicht als Einjährig-Freiwilliger leistete er beim Leipziger Feldartillerie-Regiment 77 ab.
Er absolvierte eine Lehre zum Rauchwarenkaufmann bei dem in der Branche bekannten Leipziger Unternehmen A. Reichenstein, das vor dem Ersten Weltkrieg (1914 bis 1918) hauptsächlich mit Rauchwaren für Russland handelte. Friedrich Hering bildete sich in führenden Häusern weiter, in Paris bei Hugo Königswerther, dann in London. Während der Kriegszeit arbeitete er für Eitingon in Australien, wo er allerdings vom 2. August 1914 bis November 1918 interniert war, danach von 1920 und 1921 als Einkäufer für Eitingon in New York. Am 1. Januar 1922 kehrte er nach Leipzig zurück und machte sich im Haus Brühl 45 selbständig. Dann wurde er drei Jahre, bis 1929, Mitinhaber der Firma Max Feiler, jetzt Feiler & Hering. Anschließend betrieb er den Großhandel wieder unter seinem eigenen Namen. 1938 befand sich das Unternehmen im Haus Brühl 44.
Anfangs betrieb er den internationalen Rauchwarenhandel als Kommissionsgeschäft, dehnte ihn aber innerhalb kurzer Zeit auf eigene Manipulation aus, die Erledigung der Zubereitung der Rohfelle in einen verarbeitbaren Zustand. Die Firma wuchs beständig, unterbrochen nur durch den Zweiten Weltkrieg (1939 bis 1945), in dem er zum Ende des Krieges als Dolmetscher in das Offizierslager zu Colditz, unweit von Leipzig, eingezogen wurde.
Friedrich Hering gehörte zu den Ersten, die in das jetzt neu entstehende Weltzentrum des Pelzhandels rings um die Niddastraße in Frankfurt am Main übersiedelten. Die Geschäftsadresse war 1950 Niddastraße 74 (Brühlhaus), 1970 Niddastraße 56 I. Etage (Biberhaus).
Zu seinem 80. Geburtstag war er noch für seinen Betrieb tätig. Zur Feier des 50-jährigen Geschäftsjubiläums im Jahr 1972 im Savigny Hotel wurde der Mitarbeiter Rudolf Götze gewürdigt, der seit 1925 in der Firma beschäftigt war. Seit 1. Juli 1962 war Karlheinz Funke Junior-Partner. Die Ansprache hielt, neben David Zeitlin aus London, der Rauchwarenkaufmann und Pelzveredler Jürgen Thorer, der einst bei Friedrich Hering gelernt hatte.
Bei seinem Tod im selben Jahr, im Juni 1972, hinterließ er seine Ehefrau und eine Tochter. Zur Trauerfeier hob der Vorsitzende des Rauchwarenverbands, Walter Würker, besonders Friedrich Herings besonnene Haltung „in einer Zeit der Verzweiflung nach dem Zweiten Weltkrieg als beispielhaft für seine jüngeren Kollegen“ hervor.
Im Fachverzeichnis der Leipziger Pelzbranche des Jahres 1930 sind neben Friedrich Hering, Brühl 44 folgende Unternehmen Hering verzeichnet:
- A. O. Hering, Kürschner, Richard-Wagner-Straße 4
- Felix Hering, Kürschner, Promenadenstraße 15
- Otto Hering, Zurichterei in Schkeuditz.[9]

Das Unternehmen Friedrich Hering ist 1989 noch im Fachverzeichnis der Pelzbranche auf der Niddastraße 56 als Rauchwarenhandlung aufgeführt, in der Ausgabe 1991/92 ist es nicht mehr enthalten.

## Überbetriebliches Engagement
Seine Verdienste für die Pelzbranche der Bundesrepublik sind zahlreich. Kurz nach Ende des Krieges wurde Friedrich Hering zum Fürsprecher des deutschen Pelzhandels in der ersten Sitzung der neu gegründeten International Fur Trade Federation in London erwählt. Er setzte sich energisch für die Pelzmesse in Frankfurt am Main ein. 11 Jahre lang war er als Vorstandsmitglied Schatzmeister des Deutschen Rauchwarenverbands, später auch im Aufsichtsrat der Frankfurter Rauchwaren-Messe GmbH. Am erfolgreichen Aufbau der Messe und den internationalen Beziehungen zur dortigen Pelzbranche war er maßgeblich beteiligt. Er war Sachverständiger für Rauchwaren und Richter im Verbands-Schiedsgericht.

## Auszeichnungen
1958 wurde Friedrich Hering mit dem Bundesverdienstkreuz I. Klasse ausgezeichnet, überreicht durch den Frankfurter Oberbürgermeister Werner Bockelmann.

## Werke
- Bisam, Skunks, amerikanische Opossum. In: Rauchwarenkunde – Elf Vorträge aus der Warenkunde des Pelzhandels, Verlag Der Rauchwarenmarkt GmbH, 1931, S. 26–45
- Die neue westdeutsche Rauchwarenzentrale. In: Der Kürschner. Berufsbildungs-Ausschuss des Zentralverbands des Kürschnerhandwerks (Hrsg.), Verlag J. P. Bachem, Köln, 2. Auflage S. 270–274
- Mitarbeit an fachkundlichen Veröffentlichungen für Das Pelzgewerbe, Hermelin-Verlag Dr. Paul Schöps